# Kona
Kona è un dipartimento del Burkina Faso classificato come comune, situato nella provincia  di Mouhoun, facente parte della Regione di Boucle du Mouhoun.
Il dipartimento si compone del capoluogo e di altri 16 villaggi: Blé, Dafina, Dangouna, Goulo, Kouana, Lah, Nana, Pie, Sanfle, Soungoule, Tâ, Tena, Tona, Yankoro, Yoana e Zina.